# Walkin' on Air
Walkin' on Air är ett studioalbum av den norska duon Bobbysocks, utgivet på Sonet Norsk Grammofon A/S i oktober 1987. Det är ett popalbum, och spelades in i Los Angeles, Kalifornien, USA under perioden juni-augusti 1987. Då hade duon varit i sex olika musikstudioer, "Baby 'O Recorders", "Ocean Way Hollywood" (en del av "Ocean Way Recording"), "Sound City Studios", "Mad Hatter Studios", "Take One Studios" och "Red Zone Recording Studios", alla i Hollywood.
Förutom Elisabeth och Hanne medverkade bara amerikanska musiker. Producerade gjorde Bill Maxwell, som tidigare arbetat med gospelmusik. Några coverversioner blandas med nytt material, skrivet av bland andra Rolf Løvland, Tom Pettersen och Leif Larson. Några av låtarna har amerikanska låtskrivare.
Elisabeth och Hanne står även för andra delar av produktionen än bara sång. Elisabeth gjorde samtliga körarrangemang tillsammans med Bill Maxwell, medan Hanne skrev texten till låten "If I Fall" tillsammans med amerikanen Paul Conrad, som blev första singel ut från albumet. 
Största hitlåtarna blev "If I Fall", "More than I Can Say", "Walkin' on Air" och "Don't Leave Me Here without You", den sistnämnda höll på att inte komma med på albumet. Låtskrivaren Leif Larson erbjöd den till Bobbysocks, men då Jennifer Rush fick höra den och ville hon absolut ha med låten på sitt kommande album. Men tiden gick, och då den skivan aldrig blev av såg Bobbysocks sin chans att återta låten. "Don't Leave Me Here without You" släpptes sedan på singel även i Sverige.
I Norge sålde albumet guld på fyra dagar.
I CD-versionens texthäfte finns en adress till Bobbysocks Fanclub i Norge, vilken inte längre gäller. Omslagsbilden togs av Elisabeths dåvarande pojkvän Åsmund Brøvig.

## Låtlista
1. I Believe in Love
2. More than I Can Say
3. If I Fall
4. I Don't Speak the Language
5. Walkin' on Air
6. Daddy's Comin' Home
7. Don't Leave Me Here Without You - Elisabeth
8. I've Got Your Heart
9. When I See Your Eyes
10. Love Me Tonight - Hanne

## Listplaceringar
| Lista (1987) | Topplacering |
| ------------ | ------------ |
| Norge        | 16           |